# Dr. Jekyll and Mr. Hyde (film 1908 Olcott)
Dr. Jekyll and Mr. Hyde è un film muto del 1908 tratto dal romanzo di Robert Louis Stevenson Lo strano caso del dottor Jekyll e del signor Hyde del 1886. Secondo film del 1908 dopo Dr. Jekyll and Mr. Hyde di Otis Turner, che fu il primo lungometraggio in assoluto ispirato al romanzo di Stevenson.

## Trama
Il mite dottor Henry Jekyll inventa un siero dai poteri straordinari in grado di trasformarlo in un'altra persona dalle sembianze e dal carattere orribili: Edward Hyde.
Gli amici si accorgono che qualcosa non va, datisi alcuni strani fatti verificatisi per le strade di Londra, così cominciano ad indagare.